# Buttwil
Buttwil (toponimo tedesco) è un comune svizzero di 1 225 abitanti del Canton Argovia, nel distretto di Muri.

## Storia

### Simboli
La conchiglia è un riferimento ai numerosi cammini di pellegrinaggio verso Santiago de Compostela, uno dei quali passava per Buttwil. Lo ricorda anche il nome della frazione Galitzi (per Galizia). Fino al 1957 la comunità utilizzava come proprio emblema una rappresentazione della colonna della flagellazione di Gesù, che storicamente, era simbolo dei Freie Ämter (Libere amministrazioni).

## Monumenti e luoghi d'interesse

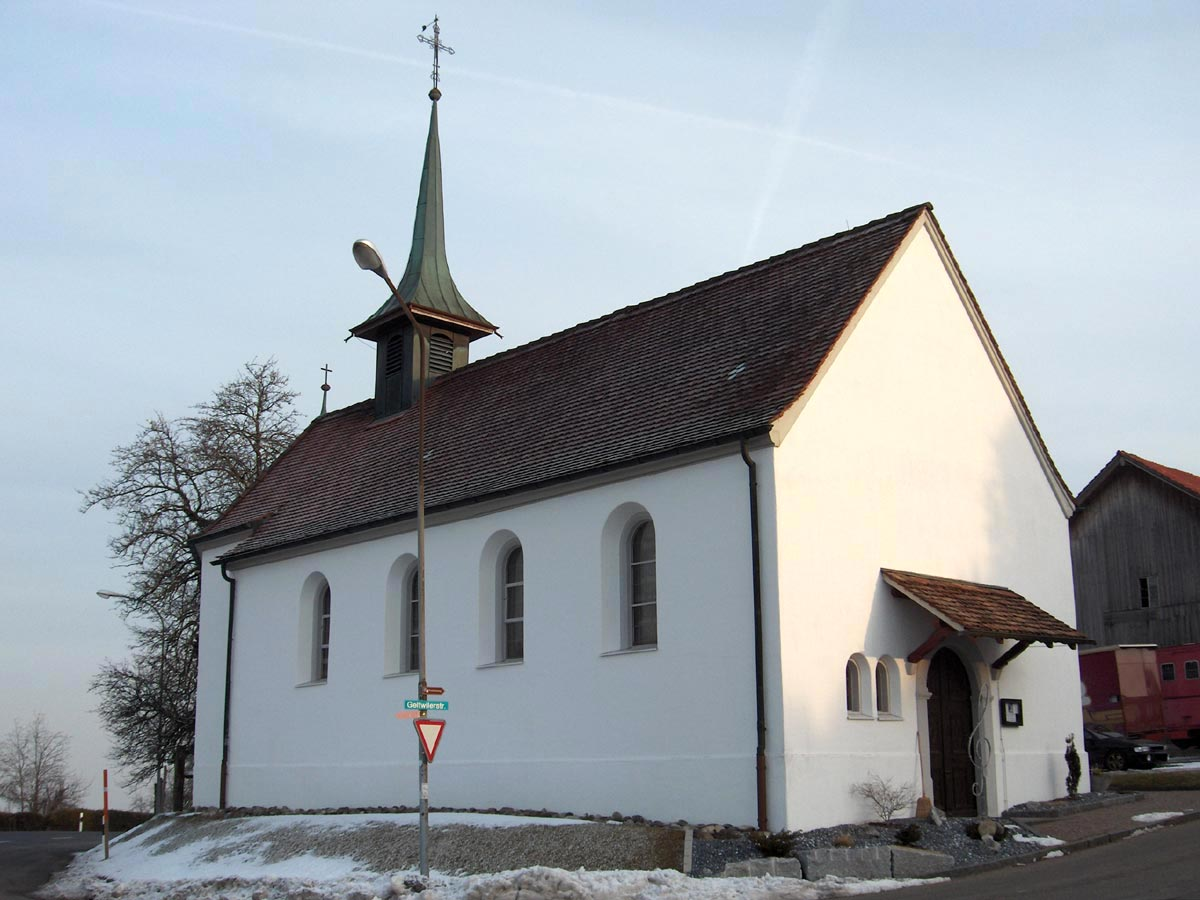
La cappella cattolica di San Giacomo

- Cappella cattolica di San Giacomo, eretta nel 1666[2].

## Società

### Evoluzione demografica
L'evoluzione demografica è riportata nella seguente tabella:
Abitanti censiti

## Infrastrutture e trasporti

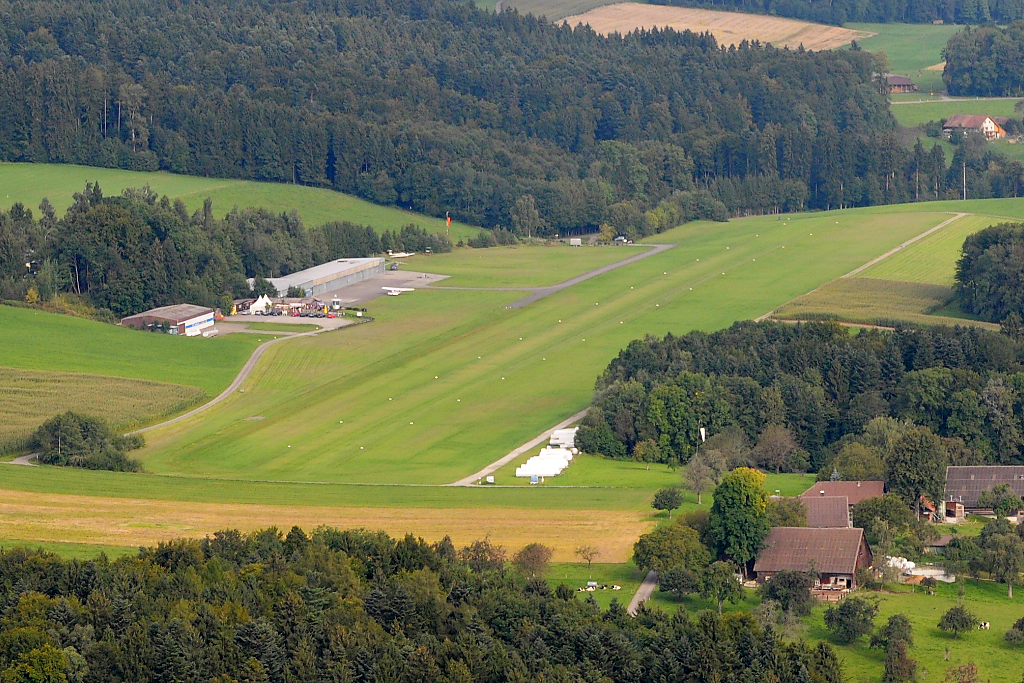
L'aeroporto di Buttwil

A Buttwil sorge l'omonimo aeroporto.

## Amministrazione
Ogni famiglia originaria del luogo fa parte del cosiddetto comune patriziale e ha la responsabilità della manutenzione di ogni bene ricadente all'interno dei confini del comune.